# Shoreham (Vermont)
Shoreham es un pueblo ubicado en el condado de Addison en el estado estadounidense de Vermont. En el año 2010 tenía una población de 1.265 habitantes y una densidad poblacional de 10,54 personas por km².

## Geografía
Shoreham se encuentra ubicado en las coordenadas 43°53′31″N 73°18′45″O / 43.89194, -73.31250.

## Demografía
Según la Oficina del Censo en 2000 los ingresos medios por hogar en la localidad eran de $39,375 y los ingresos medios por familia eran $43,958. Los hombres tenían unos ingresos medios de $27,321 frente a los $21,912 para las mujeres. La renta per cápita para la localidad era de $17,650. Alrededor del 7.5% de la población estaban por debajo del umbral de pobreza.